# Liste der olympischen Medaillengewinner aus Deutschland/N
- Nachmann, Fritz
Olympische Winterspiele 1968, (FRG): Bronzemedaille, Rennrodeln „Zweisitzer Männer“
- Nägle, Hanns
Olympische Winterspiele 1928, (GER): Bronzemedaille, Bobsport „Fünferbob Männer“
- Natusch, Erich
Olympische Sommerspiele 1952, (GER): Bronzemedaille, Segeln „Drachen-Klasse“
- Naue, Georg
Olympische Sommerspiele 1900, (GER): Goldmedaille, Segeln „1 bis 2 Tonnen Männer“
Olympische Sommerspiele 1900, (GER): Silbermedaille, Segeln „Offene Klasse Männer“
- Naumann, Peter
Olympische Sommerspiele 1968, (FRG): Silbermedaille, Segeln „Flying Dutchman“
Olympische Sommerspiele 1972, (FRG): Bronzemedaille, Segeln „Flying Dutchman“
- Neckermann, Josef
Olympische Sommerspiele 1960, (EAU): Bronzemedaille, Dressurreiten „Einzel“
Olympische Sommerspiele 1964, (EAU): Goldmedaille, Dressurreiten „Mannschaft“
Olympische Sommerspiele 1968, (FRG): Silbermedaille, Dressurreiten „Einzel“
Olympische Sommerspiele 1968, (FRG): Goldmedaille, Dressurreiten „Mannschaft“
Olympische Sommerspiele 1972, (FRG): Bronzemedaille, Dressurreiten „Einzel“
Olympische Sommerspiele 1972, (FRG): Silbermedaille, Dressurreiten „Mannschaft“
- Nehmer, Meinhard
Olympische Winterspiele 1976, (GDR): Goldmedaille, Bobsport „Zweierbob Männer“
Olympische Winterspiele 1976, (GDR): Goldmedaille, Bobsport „Viererbob Männer“
Olympische Winterspiele 1980, (GDR): Bronzemedaille, Bobsport „Zweierbob Männer“
Olympische Winterspiele 1980, (GDR): Goldmedaille, Bobsport „Viererbob Männer“
- Neimke, Kathrin
Olympische Sommerspiele 1988, (GDR): Silbermedaille, Leichtathletik „Kugelstoßen Frauen“
Olympische Sommerspiele 1992, (GER): Bronzemedaille, Leichtathletik „Kugelstoßen Frauen“
- Neisser, Kersten
Olympische Sommerspiele 1980, (GDR): Goldmedaille, Rudern „Achter Frauen“
- Neitzel, Rüdiger
Olympische Sommerspiele 1984, (FRG): Silbermedaille, Handball „Männer“
- Nerius, Steffi
Olympische Sommerspiele 2004, (GER): Silbermedaille, Leichtathletik „Speerwurf Frauen“
- Nerlinger, Manfred
Olympische Sommerspiele 1984, (FRG): Bronzemedaille, Gewichtheben „Superschwergewicht Männer“
Olympische Sommerspiele 1988, (FRG): Silbermedaille, Gewichtheben „Superschwergewicht Männer“
Olympische Sommerspiele 1992, (GER): Bronzemedaille, Gewichtheben „Superschwergewicht Männer“
- Netz, Wolf-Rüdiger
Olympische Sommerspiele 1980, (GDR): Silbermedaille, Fußball „Männer“
- Neubauer, Dagmar
Olympische Sommerspiele 1988, (GDR): Bronzemedaille, Leichtathletik „4-mal-400-Meter-Staffel Frauen“
- Neubert, Karl-Heinz
Olympische Sommerspiele 1972, (GDR): Goldmedaille, Rudern „Zweier mit Steuermann“
- Neugebauer, Leo
Olympische Sommerspiele 2024, (GER): Silbermedaille, Leichtathletik „Zehnkampf Männer“
- Neukirch, Karl
Olympische Sommerspiele 1896, (GER): Goldmedaille, Turnen „Barren Mannschaft Männer“
Olympische Sommerspiele 1896, (GER): Goldmedaille, Turnen „Reck Mannschaft Männer“
- Neumann, Anett
Olympische Sommerspiele 1992, (GER): Silbermedaille, Bahnradsport „Sprint Frauen“
- Neumann, Bruno
Olympische Sommerspiele 1928, (GER): Bronzemedaille, Vielseitigkeitsreiten „Einzel Männer“
- Neumann, Carlheinz
Olympische Sommerspiele 1932, (GER): Goldmedaille, Rudern „Vierer mit Steuermann Männer“
- Neumann, Otto
Olympische Sommerspiele 1928, (GER): Silbermedaille, Leichtathletik „4-mal-400-Meter-Staffel Männer“
- Neumayer, Michael
Olympische Winterspiele 2010, (GER): Silbermedaille, Skispringen „Mannschaft Männer“
- Neumer, Karl
Olympische Sommerspiele 1908, (GER): Silbermedaille, Bahnradsport „4000-Meter-Mannschaftsverfolgung Männer“
Olympische Sommerspiele 1908, (GER): Bronzemedaille, Bahnradsport „1 Runde Männer“
- Neunast, Daniela
Olympische Sommerspiele 1988, (GDR): Goldmedaille, Rudern „Achter Frauen“
Olympische Sommerspiele 1992, (GER): Bronzemedaille, Rudern „Achter Frauen“
- Neuner, Magdalena
Olympische Winterspiele 2010, (GER): Silbermedaille, Biathlon „7,5 Kilometer Sprint Frauen“
Olympische Winterspiele 2010, (GER): Goldmedaille, Biathlon „10 Kilometer Verfolgung Frauen“
Olympische Winterspiele 2010, (GER): Goldmedaille, Biathlon „12,5 Kilometer Massenstart Frauen“
- Neupert, Uwe
Olympische Sommerspiele 1980, (GDR): Silbermedaille, Ringen „Freistil Halbschwergewicht Männer“
- Neureuther, Günther
Olympische Sommerspiele 1976, (FRG): Silbermedaille, Judo „Superschwergewicht Männer“
Olympische Sommerspiele 1984, (FRG): Bronzemedaille, Judo „Halbschwergewicht Männer“
- Neusel, Peter
Olympische Sommerspiele 1964, (EAU): Goldmedaille, Rudern „Vierer mit Steuermann“
- Nevado, Carlos
Olympische Sommerspiele 2008, (GER): Goldmedaille, Feldhockey „Männer“
- Nguyen, Marcel
Olympische Sommerspiele 2012, (GER): Silbermedaille, Turnen „Barren Einzel Männer“
Olympische Sommerspiele 2012, (GER): Silbermedaille, Turnen „Mehrkampf Einzel Männer“
- Nickel, Rafael
Olympische Sommerspiele 1984, (FRG): Goldmedaille, Fechten „Degen Mannschaft Männer“
- Nieberg, Lars
Olympische Sommerspiele 1996, (GER): Goldmedaille, Springreiten „Mannschaft“
Olympische Sommerspiele 2000, (GER): Goldmedaille, Springreiten „Mannschaft“
- Nieberl, Lorenz
Olympische Winterspiele 1952, (GER): Goldmedaille, Bobsport „Zweierbob Männer“
Olympische Winterspiele 1952, (GER): Goldmedaille, Bobsport „Viererbob Männer“
- Niedernhuber, Barbara
Olympische Winterspiele 1998, (GER): Silbermedaille, Rennrodeln „Einsitzer Frauen“
Olympische Winterspiele 2002, (GER): Silbermedaille, Rennrodeln „Einsitzer Frauen“
- Niehaus, Jutta
Olympische Sommerspiele 1988, (FRG): Silbermedaille, Straßenradsport „Straßenrennen Frauen“
- Niehusen, Peter
Olympische Sommerspiele 1976, (FRG): Bronzemedaille, Rudern „Vierer mit Steuermann“
- Niemann, Gunda
Olympische Winterspiele 1992, (GER): Silbermedaille, Eisschnelllauf „1500 Meter Frauen“
Olympische Winterspiele 1992, (GER): Goldmedaille, Eisschnelllauf „3000 Meter Frauen“
Olympische Winterspiele 1992, (GER): Goldmedaille, Eisschnelllauf „5000 Meter Frauen“
Olympische Winterspiele 1994, (GER): Bronzemedaille, Eisschnelllauf „1500 Meter Frauen“
Olympische Winterspiele 1994, (GER): Silbermedaille, Eisschnelllauf „5000 Meter Frauen“
Olympische Winterspiele 1998, (GER): Goldmedaille, Eisschnelllauf „3000 Meter Frauen“
Olympische Winterspiele 1998, (GER): Silbermedaille, Eisschnelllauf „1500 Meter Frauen“
Olympische Winterspiele 1998, (GER): Silbermedaille, Eisschnelllauf „5000 Meter Frauen“
- Niesecke, Bernd
Olympische Sommerspiele 1988, (GDR): Goldmedaille, Rudern „Vierer mit Steuermann“
- Nikolay, Michael
Olympische Sommerspiele 1976, (GDR): Bronzemedaille, Turnen „Mannschaftsmehrkampf Männer“
Olympische Sommerspiele 1980, (GDR): Bronzemedaille, Turnen „Seitpferd Männer“
Olympische Sommerspiele 1980, (GDR): Silbermedaille, Turnen „Mannschaftsmehrkampf Männer“
- Nimke, Stefan
Olympische Sommerspiele 2000, (GER): Silbermedaille, Bahnradsport „1000 Meter Zeitfahren Männer“
Olympische Sommerspiele 2004, (GER): Bronzemedaille, Bahnradsport „1000 Meter Zeitfahren Männer“
Olympische Sommerspiele 2004, (GER): Goldmedaille, Bahnradsport „Sprint Männer“
Olympische Sommerspiele 2008, (GER): Bronzemedaille, Bahnradsport „Sprint Männer“
- Noack, Angelika
Olympische Sommerspiele 1976, (GDR): Silbermedaille, Rudern „Zweier ohne Steuerfrau“
Olympische Sommerspiele 1980, (GDR): Goldmedaille, Rudern „Vierer mit Steuerfrau“
- Noack, Marianne
Olympische Sommerspiele 1968, (GDR): Bronzemedaille, Turnen „Achtkampf Mannschaft Frauen“
- Nocke, Peter
Olympische Sommerspiele 1976, (FRG): Bronzemedaille, Schwimmen „100 Meter Freistil Männer“
Olympische Sommerspiele 1976, (FRG): Bronzemedaille, Schwimmen „4-mal-100-Meter-Lagenstaffel Männer“
- Noebels, Marcel
Olympische Winterspiele 2018, (GER): Silbermedaille, Eishockey „Männer“
- Nöldner, Jürgen
Olympische Sommerspiele 1964, (EAU): Bronzemedaille, Fußball „Männer“
- Noll, Helmut
Olympische Sommerspiele 1952, (GER): Silbermedaille, Rudern „Zweier mit Steuermann“
- Nollen, Maike
Olympische Sommerspiele 2004, (GER): Goldmedaille, Kanurennsport „K4 500 Meter Frauen“
- Nonn, Helmut
Olympische Sommerspiele 1956, (EAU): Bronzemedaille, Feldhockey „Männer“
- Nonn, Wolfgang
Olympische Sommerspiele 1956, (EAU): Bronzemedaille, Feldhockey „Männer“
- Nord, Kathleen
Olympische Sommerspiele 1988, (GDR): Goldmedaille, Schwimmen „200 Meter Schmetterling Frauen“
- Nordwig, Wolfgang
Olympische Sommerspiele 1968, (GDR): Bronzemedaille, Leichtathletik „Stabhochsprung Männer“
Olympische Sommerspiele 1972, (GDR): Goldmedaille, Leichtathletik „Stabhochsprung Männer“
- Norpoth, Harald
Olympische Sommerspiele 1964, (EAU): Silbermedaille, Leichtathletik „5000 Meter Männer“
- Nothnagel, Anke
Olympische Sommerspiele 1988, (GDR): Goldmedaille, Kanurennsport „K4 500 Meter Frauen“
Olympische Sommerspiele 1988, (GDR): Goldmedaille, Kanurennsport „K2 500 Meter Frauen“
- Nowakowski, Richard
Olympische Sommerspiele 1976, (GDR): Bronzemedaille, Boxen „Federgewicht Männer“
Olympische Sommerspiele 1980, (GDR): Bronzemedaille, Boxen „Leichtgewicht Männer“
- Nowka, Georg
Olympische Sommerspiele 1952, (GER): Bronzemedaille, Segeln „Drachen-Klasse“
- Nüsken, Sjoeke
Olympische Sommerspiele 2024, (GER): Bronzemedaille, Fußball „Frauen“
- Nystad, Claudia
Olympische Winterspiele 2002, (GER): Goldmedaille, Langlauf „4-mal-5-Kilometer-Staffel Frauen“
Olympische Winterspiele 2006, (GER): Silbermedaille, Langlauf „1,5 Kilometer Sprint Frauen“
Olympische Winterspiele 2006, (GER): Silbermedaille, Langlauf „4-mal-5-Kilometer-Staffel Frauen“
Olympische Winterspiele 2010, (GER): Goldmedaille, Langlauf  „Teamsprint Frauen“
Olympische Winterspiele 2010, (GER): Silbermedaille, Langlauf „4-mal-5-Kilometer-Staffel Frauen“
Olympische Winterspiele 2014, (GER): Bronzemedaille, Langlauf „4-mal-5-Kilometer-Staffel Frauen“